# Zwartkopmiersluiper
De zwartkopmiersluiper (Herpsilochmus atricapillus) is een zangvogel uit de familie Thamnophilidae (miervogels).

## Verspreiding en leefgebied
Deze soort komt voor van oostelijk en zuidoostelijk Brazilië tot centraal Bolivia, noordwestelijk Argentinië en Paraguay.

## Status
De grootte van de populatie is niet gekwantificeerd maar de soort wordt omschreven als algemeen. Op de Rode lijst van de IUCN heeft deze soort de status niet bedreigd.